# Bezzina margaritifera
Bezzina margaritifera är en tvåvingeart som först beskrevs av Mario Bezzi 1908.  Bezzina margaritifera ingår i släktet Bezzina och familjen borrflugor. Inga underarter finns listade.